# Prêmio Alfred P. Sloan Jr.
O Prêmio Alfred P. Sloan Jr. (em inglês:  Alfred P. Sloan, Jr. Prize) foi um prêmio em pesquisa, concedido entre 1979 e 2005 pela General Motors Cancer Research Foundation, por conquistas de destaque em oncologia. Denominado em memória de Alfred P. Sloan, foi dotado com US$ 250.000.
Devido a dificuldades econômicas o prêmio foi concedido somente até 2005 – assim como ocorreu com o Prêmio Kettering e o Prêmio Charles S. Mott.
15 dos 37 recipientes do Prêmio Alfred P. Sloan, Jr. (ca. 40 %) receberam mais tarde um Prêmio Nobel, treze receberam um Nobel de Fisiologia ou Medicina e dois um Nobel de Química (situação em 2010).

## Recipientes
- 1979 George Klein
- 1980 Isaac Berenblum
- 1981 César Milstein (Nobel de Fisiologia ou Medicina 1984) e Wallace Prescott Rowe
- 1982 Stanley Cohen (Nobel de Fisiologia ou Medicina 1986)
- 1983 Raymond Leo Erikson
- 1984 John Michael Bishop (Nobel de Fisiologia ou Medicina 1989) e Harold Varmus (Nobel de Fisiologia ou Medicina 1989)
- 1985 Robert Tod Schimke
- 1986 Phillip Allen Sharp (Nobel de Fisiologia ou Medicina 1993)
- 1987 Robert Allan Weinberg
- 1988 Yasutomi Nishizuka
- 1989 Donald Metcalf e Leo Sachs
- 1990 Mark Ptashne
- 1991 Leland Hartwell (Nobel de Fisiologia ou Medicina 2001)
- 1992 Christiane Nüsslein-Volhard (Nobel de Fisiologia ou Medicina 1995)
- 1993 Hidesaburō Hanafusa
- 1994 Mario Capecchi (Nobel de Fisiologia ou Medicina 2007) e Oliver Smithies (Nobel de Fisiologia ou Medicina 2007)
- 1995 Edward Everett Harlow
- 1996 Mark Morris Davis e Tak Wah Mak
- 1997 Paul Nurse (Nobel de Fisiologia ou Medicina 2001)
- 1998 Robert Horvitz (Nobel de Fisiologia ou Medicina 2002)
- 1999 Robert Gayle Roeder e Robert Tjian
- 2000 Avram Hershko (Nobel de Química 2004) e Alexander Varshavsky
- 2001 Elizabeth Blackburn (Nobel de Fisiologia ou Medicina 2009)
- 2002 John Sulston (Nobel de Fisiologia ou Medicina 2002) e Robert Hugh Waterston
- 2003 Pierre Chambon e Ronald Mark Evans
- 2004 Thomas Kelly e Bruce Stillman
- 2005 Roger Kornberg (Nobel de Química 2006)